# Duane Thomas
Duane Julius Thomas (Dallas, 21 de junho de 1947 – 4 de agosto de 2024) foi um jogador profissional de futebol americano estadunidense.
Duane Thomas foi campeão da temporada de 1971 da National Football League jogando pelo Dallas Cowboys.

## Morte
Thomas morreu no dia 4 de agosto de 2024, aos 77 anos.